# Ioannis Pallikaris
Ioannis Pallikaris (Παλλήκαρης Ιωάννης) es un oftalmólogo griego.
Ha desarrollado varios procedimientos para la cirugía refractiva del ojo con la utilización de laser excimer, tales como:
- Técnica LASIK en 1989 (Laser-Assisted in Situ Keratomileusis) queratomileusis in situ asistida por láser

- EPILASIK en 1993 (Epikeratome Laser-Assisted Keratomileusis) queratomileusis mediante epiqueratomo asistida por láser.[1]

Mediante estos procedimientos es posible corregir de forma definitiva la miopía, hipermetropía y astigmatismo, evitando la necesidad de utilizar gafas o lentillas. 
En junio de 1990 operó en Grecia por primera vez a un paciente mediante la técnica LASIK, la cual se ha extendido rápidamente por todo el mundo y es actualmente (2010) de utilización generalizada para corregir los defectos de refracción.
Es el fundador y director del Vardinoyiannion Eye Institute de Creta y rector de la Universidad de Creta. Ha sido distinguido con la Binkhorst Medal, que es el galardón más importante de la oftalmología europea.